# Paradoxo de Yablo
Paradoxo de Yablo é um paradoxo lógico publicado por Stephen Yablo em 1993, que é semelhante ao paradoxo do mentiroso. Diferente do paradoxo do mentiroso, o qual usa apenas uma sentença, esse paradoxo utiliza uma sequência infinita de afirmações, cada uma das quais refere-se aos valores-verdade das afirmações posteriores na sequência. A análise das afirmações nos mostra que não há nenhuma maneira consistente de atribuir valores de verdade para todas as declarações, embora nenhuma afirmação se refira diretamente para si mesma.

## Paradoxo e análise
O paradoxo de Yablo surge considerando o seguinte conjunto infinito de sentenças:
- (S1): Para todo k > 1, Sk é falso
- (S2): Para todo k > 2, Sk é falso
- (S3): Para todo k > 3, Sk é falso

O paradoxo pode ser analisado da seguinte forma. Primeiro, suponha que alguma afirmação Si é verdade. Em seguida, segue-se a partir da afirmação de Si que toda afirmação posterior na sequência é falsa, e, em particular, que Si + 1 é falsa. Assim, uma vez que Si + 1 é falsa, há algum j> i + 1 de tal modo que Sj é verdadeira. Mas, como j também é maior do que i, isso significa que o Si deve ter sido falsa. Isso é uma contradição, então a suposição original que Si é verdade estar errada. Assim Si deve ser falsa para todo i. Mas, isso significa, em particular, que a Si é falsa para todos os i> 1, portanto, S1 é verdadeira. Isso é paradoxal, porque a análise já mostrou que S1 não pode ser verdade.
A análise mostra que não há nenhuma maneira consistente de atribuir valores-verdade para as afirmações no paradoxo. Além disso, nenhuma das sentenças refere-se a si mesma, mas apenas às sentenças posteriores. Isso leva Yablo a reivindicar que seu paradoxo não depende da auto-referência. No entanto, esta alegação é contestada. 